# Hugo Rasmussen
Hugo Rasmussen (født 22. marts 1941 i Bagsværd, død 30. august 2015 på Frederiksberg) var en dansk bassist.
Han blev udlært smed og fik svendebrev i 1962. Han debuterede som musiker i 1957 på banjo og fik sin første bas i 1959 i fødselsdagsgave, da han fyldte 18 år. Han fik sit gennembrud som medlem af Nissen-Fjeldsted Swingtetten i 1962, og året efter droppede han smedearbejdet og blev professionel musiker. Han har spillet sammen med bl.a. Jesper Thilo, Niels Jørgen Steen og Pierre Dørges New Jungle Orchestra.
Hugo Rasmussen havde en bredspektret musikalsk karriere, som omfattede såvel folkemusikken som jazz. Han har gennem 50 år spillet med Trille i 16 år, ligesom han har medvirket på indspilninger med Cornelis Vreeswijk, Niels Hausgaard, Tom Waits, Al Grey, Wild Bill Davison og Harry Sweets Edison, På jazzens område har han bl.a. samarbejdet med Horace Parlan, Ben Webster, Dexter Gordon, Doug Raney, Ole Kock Hansen, Svend Asmussen, Jens Lysdal og Jesper Thilo. Han er blevet betegnet som en af de mest efterspurgte bassister i verden og medvirkede på mere end 900 indspilninger. Blandt mange andre hædersbevisninger modtog han i januar 2015 Leo Mathisen - prisen, som gives "til en nulevende dansk jazzmusiker, som på smukkeste vis viderefører jazztraditionen fra midten af forrige århundrede."
I 2016 blev portrætfilmen Hugo på bas instrueret af Rasmus Dinesen.

## Hæder
- 2000 - Palæ Bars Jazzpris[7]
- 2002 - Ben Webster ærespris[8]
- 2006 - Bent Jædig Prisen[9]
- 2009 - IFPI´s ærespris ved Danish Music Award Jazz[10]
- 2014 - Dansk Musiker Forbunds hæderspris[11]
- 2014 - Leo Mathisen Prisen[6]

## Galleri
- Søren Kjærgaard, Hugo Rasmussen og Kresten Osgood. 
Foto: Hreinn Gudlaugsson
- Hugo Rasmussen og Jacob Dinesen. 
Foto: Hreinn Gudlaugsson
- Hugo Rasmussen. 
Foto: Hreinn Gudlaugsson
- Hugo Rasmussen. 
Foto: Hreinn Gudlaugsson
- Hugo Rasmussen i Vanløse Kirke, maj 2010.